# Суперкубок М'янми з футболу 2014
Суперкубок М'янми з футболу 2014  — 3-й розіграш турніру. Матч відбувся 26 січня 2014 року між чемпіоном М'янми клубом Янгон Юнайтед та бронзовим призером чемпіонату М'янми клубом Канбавза.
| Володар Суперкубка М'янми 2014 |
| ------------------------------ |
|                                |
| Канбавза Перший титул          |

## Матч

### Деталі
| 26 січня 2014 |

| Канбавза | 2:0 | Янгон Юнайтед |
| -------- | --- | ------------- |
|          |     |               |

| Місцевий стадіон, Таунджи |